# جنیفر دروجانیک
جنیفر دروجانیک (انگلیسی: Jennifer Derevjanik؛ زادهٔ ۲۹ مارس ۱۹۸۲) بازیکن بسکتبال اهل ایالات متحده آمریکا است.
از باشگاه‌هایی که در آن بازی کرده‌است می‌توان به فینکس مرکوری اشاره کرد.